# Борго Маригела (Ферара)
Борго Маригела (итал. Borgo Marighella) је насеље у Италији у округу Ферара, региону Емилија-Ромања.
Према процени из 2011. у насељу је живело 208 становника. Насеље се налази на надморској висини од 7 м.